# Aleksander Hradecki
Aleksander Tadeusz Hradecki (ur. 3 grudnia 1928 w Stanisławowie, zm. 16 grudnia 2018 w Krakowie) – polski piłkarz i trener piłkarski związany głównie z klubami krakowskimi, oficer WP.

## Życiorys

### Kariera zawodnicza
Jako piłkarz występował na pozycji napastnika w dwóch klubach: w czasie okupacji w radzieckim Dinamie Stanisławów (1943–1945), a następnie w A-klasowej Polonii Jarocin (1945–1948). Zakończył karierę po tym, jak doznał kontuzji więzadeł krzyżowych.

### Kariera szkoleniowa
W 1953 rozpoczął pracę w OWKS Kraków (wcześniejszy i późniejszy Wawel) w sekcji początkowo piłkarskiej, później również koszykarskiej (w 1959 był kierownikiem żeńskiej drużyny, która zdobyła mistrzostwo Polski) i innych. W 1963 prowadzona przezeń piłkarska drużyna juniorów Wawelu zdobyła mistrzostwo Krakowa, a w turnieju półfinałowym MP odpadła z późniejszym mistrzem, Polonią Bytom.
W 1968 został trenerem w Śląsku Wrocław, gdzie prowadził zespół rezerw. Później był asystentem Władysława Żmudy przy pierwszym zespole. Jego jedyną samodzielną pracą na najwyższym szczeblu ligowym była opieka nad piłkarzami Lecha Poznań, których trenował od 1 lipca 1975 do 31 marca 1976, prowadząc drużynę w 20 spotkaniach sezonu 1975/1976. Z Pucharu Polski jego drużyna odpadła po pierwszym meczu, w 1/16 finału.
Następnie od lutego 1976 do stycznia 1978 trenował trzecioligową Cracovię. W sezonie 1975/1976 oraz w sezonie 1976/1977 zajmował z nią drugie miejsce w tabeli (w czerwcu 1977 Pasy potrzebowały do awansu zwycięstwa w ostatniej kolejce z Resovią, lecz skończyło się wynikiem 0:0). Z kolei sezon 1977/1978 zakończył się mistrzostwem i awansem na drugi poziom, jednak zespół w rundzie rewanżowej prowadził już Mieczysław Kolasa. W latach 1978–1982 Hradecki znów pracował w Wawelu, a przez kolejne dwa lata w Gościbii Sułkowice.
Od lipca do października 1984 prowadził drugoligowego Piasta Gliwice, z którym odpadł w 1/32 finału Pucharu Polski. Rozgrywki ligowe Piast, już z trenerem Franciszkiem Skibą (zastąpił Hradeckiego), ukończył na siódmej pozycji. Hradecki po raz drugi wrócił wówczas do Wawelu, a następnie objął posadę szkoleniowca Chrobrego Głogów, podobnie jak Piast występującego na zapleczu ekstraklasy.
W latach 1987–1994 pracował w Hutniku Kraków na stanowisku trenera koordynatora ds. szkolenia młodzieży. Współtworzył nowatorski model szkoleniowy obejmujący kilkanaście grup szkoleniowych, w których znaleźli się m.in. późniejsi reprezentanci Polski: Krzysztof Bukalski, Mirosław Waligóra i Marek Koźmiński. Podczas jego kadencji Hutnik osiągał duże sukcesy w piłce juniorskiej, a w 1993 i 1994 zdobył dwukrotnie tytuł mistrza Polski juniorów starszych (trenerami zespołu byli wówczas odpowiednio Grzegorz Kmita i Waldemar Kocoń).

### Pozostała działalność
W latach 60. XX wieku był jednym z inicjatorów rozgrywek halowych mistrzostw Krakowa. Organizował również coroczny turniej piłkarski żaków z okazji Dnia Dziecka oraz wiosenne biegi przełajowe na krakowskich Błoniach. Po przejściu na emeryturę w 1995 współpracował m.in. ze Szkołą Sportową w Krakowie-Nowej Hucie i Szkołą Mistrzostwa Sportowego im. Józefa Kałuży i Henryka Reymana w Krakowie oraz współorganizował zawody, imprezy i rozgrywki ligowe dla dzieci i młodzieży.
Był wieloletnim działaczem Wydziału Szkolenia oraz Rady Trenerów Krakowskiego Okręgowego Związku Piłki Nożnej (później Małopolskiego), a także Rady Trenerów Polskiego Związku Piłki Nożnej. Pełnił też funkcje organizacyjne w wojskowym pionie wychowania fizycznego.

### Odznaczenia i wyróżnienia
W 2005 został odznaczony Krzyżem Kawalerskim Orderu Odrodzenia Polski (wręczył mu go prezydent RP Aleksander Kwaśniewski), w 2008 wyróżniono go tytułem Honorowego Członka PZPN, a w 2010 nagrodą prezydenta Krakowa „Jasna strona futbolu” za wieloletnią pracę szkoleniową i wychowawczą z młodzieżą.

### Życie prywatne
Był absolwentem Akademii Wychowania Fizycznego w Krakowie (1953) i trenerem I klasy (1973) oraz oficerem Wojska Polskiego w stopniu majora. Promotorem jego pracy magisterskiej był Zygmunt Jesionka. W 1987 został trenerem klasy mistrzowskiej.
Jego brat Kazimierz Hradecki (1922–1975) również był piłkarzem i oficerem WP w stopniu podpułkownika. Grał jako bramkarz w Strzelcu Raz Dwa Trzy Stanisławów (1938–1939), Dinamie Stanisławów (1939–1941) i OWKS/CWKS Kraków (1949–1954). W sezonie 1953 wystąpił w dwóch spotkaniach I ligi, w tym raz jako napastnik. Był też działaczem klubowym i ligowym oraz sędzią.
Aleksander Hradecki zmarł 16 grudnia 2018 w Krakowie w wieku 90 lat. Został pochowany 21 grudnia na Cmentarzu Rakowickim w części wojskowej przy ul. Prandoty (kwatera 10b wojskowa-wsch.-6). Laudację wygłosił prezes Małopolskiego ZPN Ryszard Niemiec.

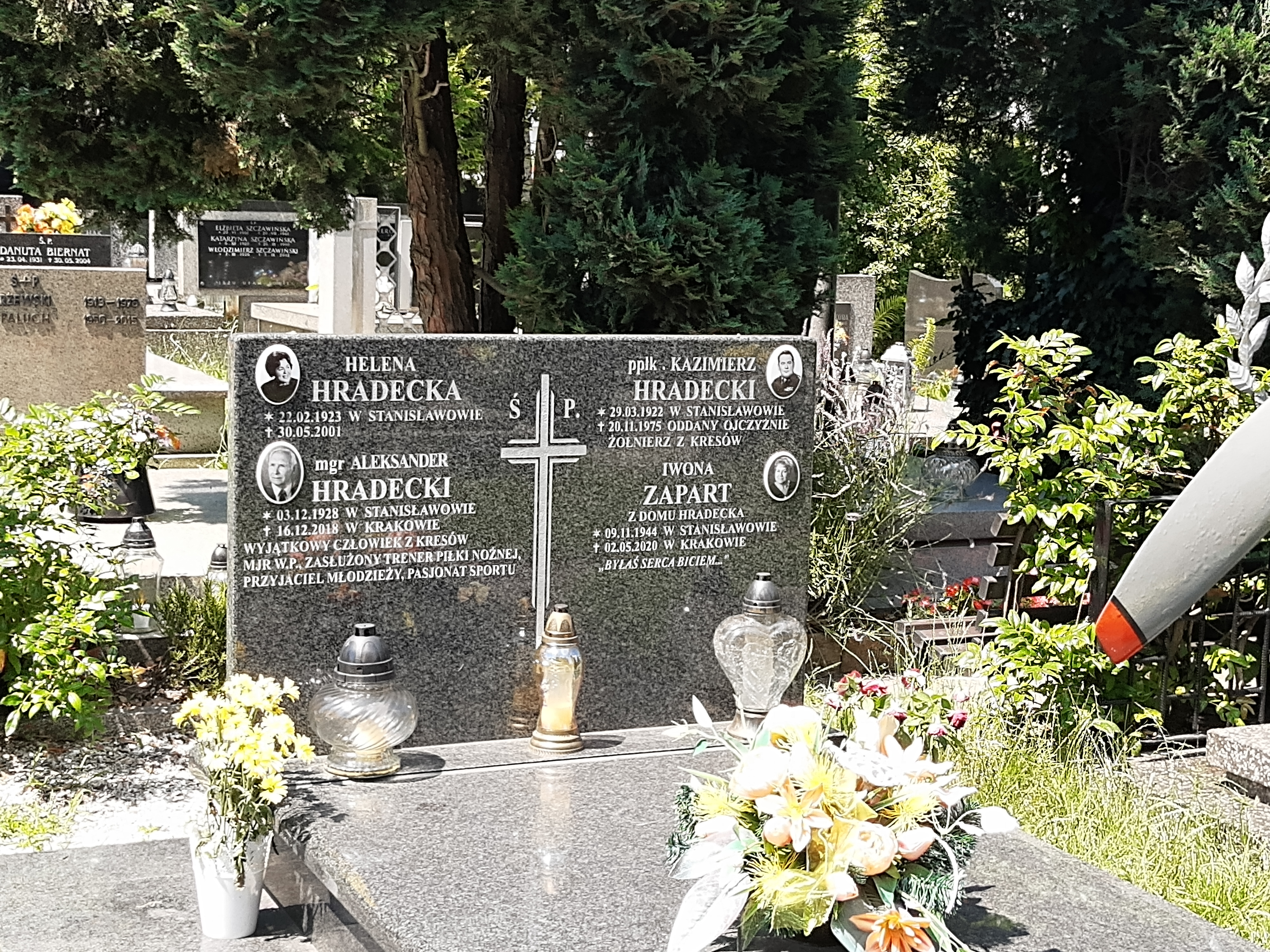
Grób Aleksandra Hradeckiego na cmentarzu wojskowym przy ul. Prandoty w Krakowie

## Statystyki trenerskie
| Klub        | Od            | Do               | Ogółem | Ogółem | Ogółem | Ogółem | Ogółem |
| Klub        | Od            | Do               | M      | Z      | R      | P      | Zwy %  |
| ----------- | ------------- | ---------------- | ------ | ------ | ------ | ------ | ------ |
| Lech Poznań | 1 lipca 1975  | 31 marca 1976    | 21     | 6      | 5      | 10     | 28,57% |
| Cracovia    | 1 lutego 1976 | 31 stycznia 1978 | 50     | 31     | 11     | 8      | 62%    |
| Łącznie     | Łącznie       | Łącznie          | 71     | 37     | 16     | 18     | 52,11% |

## Sukcesy
Cracovia
- III liga Mistrzostwo grupy IV i awans do II ligi: 1977/1978[a]
- Klasa wojewódzka Wicemistrzostwo grupy Kraków I: 1975/1976[b]
- III liga Wicemistrzostwo grupy IV: 1976/1977

Wawel Kraków
- Mistrzostwa Krakowa juniorów Mistrzostwo: 1963